# Міхай Попшой
Міхай Попшой (рум. Mihai Popșoi) (нар. 10 березня 1987, Котчиха, Кіровська обл., РРФСР, СРСР) — молдовський політик, віце-прем'єр-міністр та міністр закордонних справ Молдови (з 29 січня 2024), віцепрезидент Парламенту Республіки Молдова (2019 - 2024), віцепрезидент та Міжнародний секретар Партії «Дія та солідарність» від Республіки Молдова  (від 10 вересня 2017 року).

## Життєпис
Міхай Попшой народився 10 березня 1987 року в місті Котчиха Кіровської області РРФСР, СРСР.
Повернувшись до Молдови, його батько Іон Попшой брав участь у придністровській війні. Пізніше його родина оселилася у Вадул-луй-Воде, муніципалітет Кишинів, Республіка Молдова.
Після того, як Міхай Попшой закінчив ліцей «Штефан Воде» у Вадул-луй-Воде у 2006 році, він продовжив вивчати міжнародні відносини в Кишинівському державному університеті та закінчив його у 2009 році. У другому навчальному році (2007—2008) він отримав стипендію Erasmus Mundus від Європейської комісії та навчався в Близькосхідному технічному університеті в Анкарі, Туреччина. Пізніше він продовжив магістерську програму з американістики в Державному університеті Молдови. У 2014 році Міхай Попшой отримав магістерську стипендію від Європейського Союзу та вивчав державну політику в Центральноєвропейському університеті (2014—2015) у Будапешті, Угорщина та Університет Йорку (2015—2016) у Великій Британії. Здобувши ступінь магістра, він навчався на докторській програмі з політичних студій в Міланському університеті, Італія, де досліджував питання консолідації демократії та зв'язки між європеїзацією та демократизацією в Грузії, Молдові та Україні. Під час навчання в університеті працював незалежним консультантом у сфері публічної політики та політичних ризиків.

## Кар'єра
Міхай Попшой розпочав свою професійну кар’єру на посаді керівника програм у Центрі інформації та документації НАТО в Республіці Молдова у 2009 році. Через рік він був прийнятий на роботу в Політико-економічний відділ Посольства США в Республіці Молдова . У його портфоліо входило дослідження законодавчого процесу, відносин з політичними партіями та Гагаузької автономної області. Як політичний аналітик Міхай Попшой глибоко зрозумів політичні процеси та процеси прийняття рішень у Молдові в період 2010–2014 рр.
У 2014–2019 роках Міхай Попшой надавав аналітичні коментарі та проводив дослідження щодо Республіки Молдова та регіону в цілому для кількох міжнародних компаній і фондів, таких як: IHS Inc., NewsBase Ltd., Fundația Jamestown, American Enterprise Institute, Інститут зовнішньополітичних досліджень, Chatham House, Global Focus, Fundația Konrad Adenauer, Fundația Friedrich Ebert та Асоціація зовнішньої політики з Молдови .
Політикою почав займатися у вересні 2017 року, коли був обраний віцепрезидентом партії «Дія та Солідарність». Він відповідає за портфель міжнародних справ, займаючи де-факто посаду міжнародного секретаря. На виборах до парламенту 24 лютого 2019 року був обраний депутатом Парламенту Республіки Молдова . Він займав 8 місце у виборчому списку виборчого блоку ACUM, але був обраний у виборчому окрузі № 32, який включав передмістя Кишинева. Він переміг із 9865 голосами (37,03%) проти п’яти опонентів, включаючи колишнього мера Кишинева (Дорін Кіртоаке) і мера Будешть (Ніна Костюк). 8 червня 2019 року обраний віцепрезидентом Парламенту Республіки Молдова .
Як віцепрезидент парламенту відповідає за координацію роботи чотирьох постійних комісій: правової комісії, призначень та імунітетів, комісії з прав людини та міжнаціональних відносин, комісії з питань національної безпеки, оборони та громадського порядку, Комітет з питань зовнішньої політики та європейської інтеграції, до складу якого входить. Він є членом кількох парламентських делегацій, зокрема Парламентської асамблеї Ради Європи, Парламентської асамблеї Євронест та Парламентського комітету асоціації ЄС-Молдова. Ця делегація була створена у 2015 році, після підписання Угоди про асоціацію ЄС-Молдова. Делегацію очолює Міхай Попшой разом із членом Європейського парламенту. Вони головують на засіданнях Спільного парламентського комітету асоціації ЄС-Молдова, які проводяться раз на два роки. Міхай Попшой також є президентом парламентської групи дружби з Конгресом США та віцепрезидентом парламентської групи дружби з Державною Думою Російської Федерації. Він також є членом парламентських груп дружби з Румунією, Україною, Грузією, Китаєм, Японією, Францією, Німеччиною, Швецією та Нідерландами та іншими .

## Інші види діяльності
10 вересня 2017 року з’їзд молдовської Партії "Дії та солідарності" обрав Міхая Попшоя віцепрезидентом партії, який він обіймає досі . Він є членом Асоціації зовнішньої політики Молдови (APE) .
Міхай Попшой вільно володіє румунською (рідною), англійською та російською мовами.

## Публікації
За час своєї професійної діяльності Міхай Попшой опублікував кілька матеріалів та аналітичних досліджень. Багато його публікацій можна знайти на його персональному сайті.

## Особисте життя
У 2006 році Міхай Попшой зустрів Катерину Валку в університеті, і вони одружилися у 2009 році. Мають сина 2013 року народження. Згідно з деклараціями про майно, Міхай Попшой володіє двома квартирами в Кишиневі площею 29,5 м² і 65,6 м² і земельною ділянкою у Вадул-луй-Воде площею 0,12 га. Сім’я Попшой також володіє Toyota Corolla 2004 року випуску, придбаною у 2014 році.